# مايك كولي
مايك كولي (بالإنجليزية: Mike Cooley)‏ هو مدير فني أمريكي، ولد في 1927، وتوفي في 13 يونيو 1988 في أتلانتا في الولايات المتحدة.